# Biòpsia
Una biòpsia és un procediment diagnòstic que consisteix en l'extracció d'una mostra de teixit obtinguda per mitjà de mètodes agressius per a examinar-la al microscopi mitjançant tincions histològiques.

## Etimologia
La paraula biòpsia és composta i procedeix del grec bio, vida, i opsia, veure.

## Tipus de biòpsia

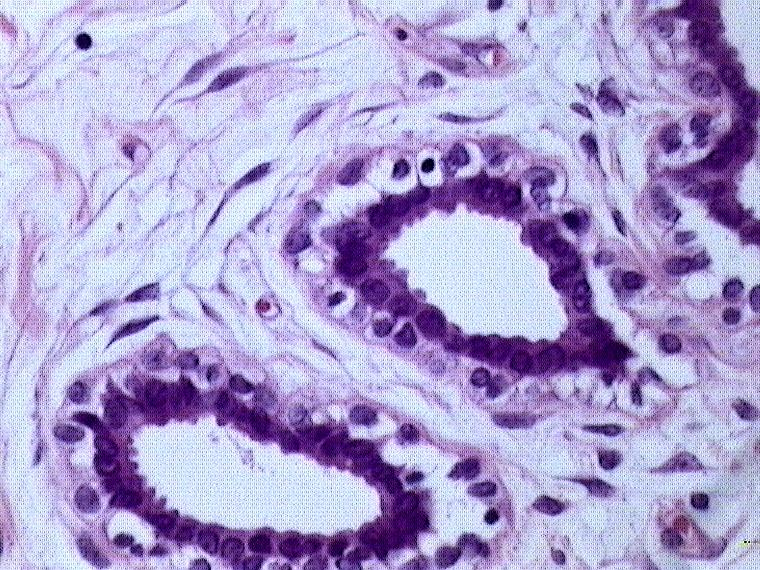
Observació microscòpica d'una biòpsia de mama. Tinció d'HE d'una biòpsia. En morat s'observen els nuclis de les cèl·lules i en rosa els citoplasmes. Es pot veure la disposició normal d'una mostra histològica del mateix tipus de teixit sense càncer. Els nòduls centrals mostren un epiteli que els envolta amb dues capes de dos tipus ben diferenciats de cèl·lules.

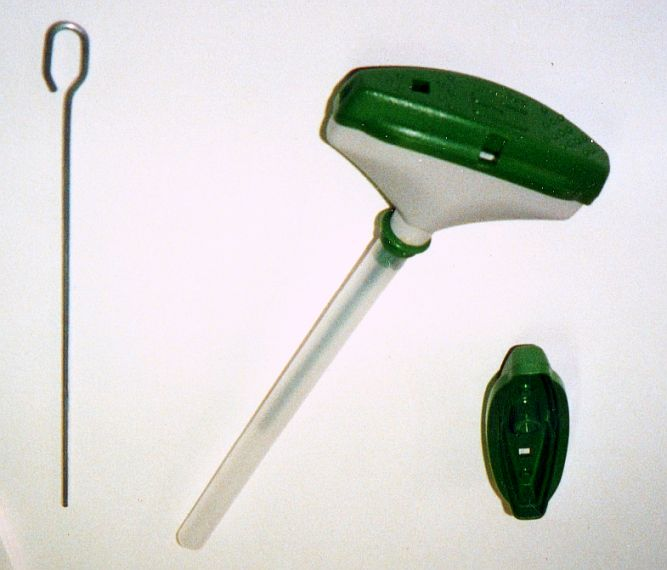
Trocar per extracció de teixit ossi.

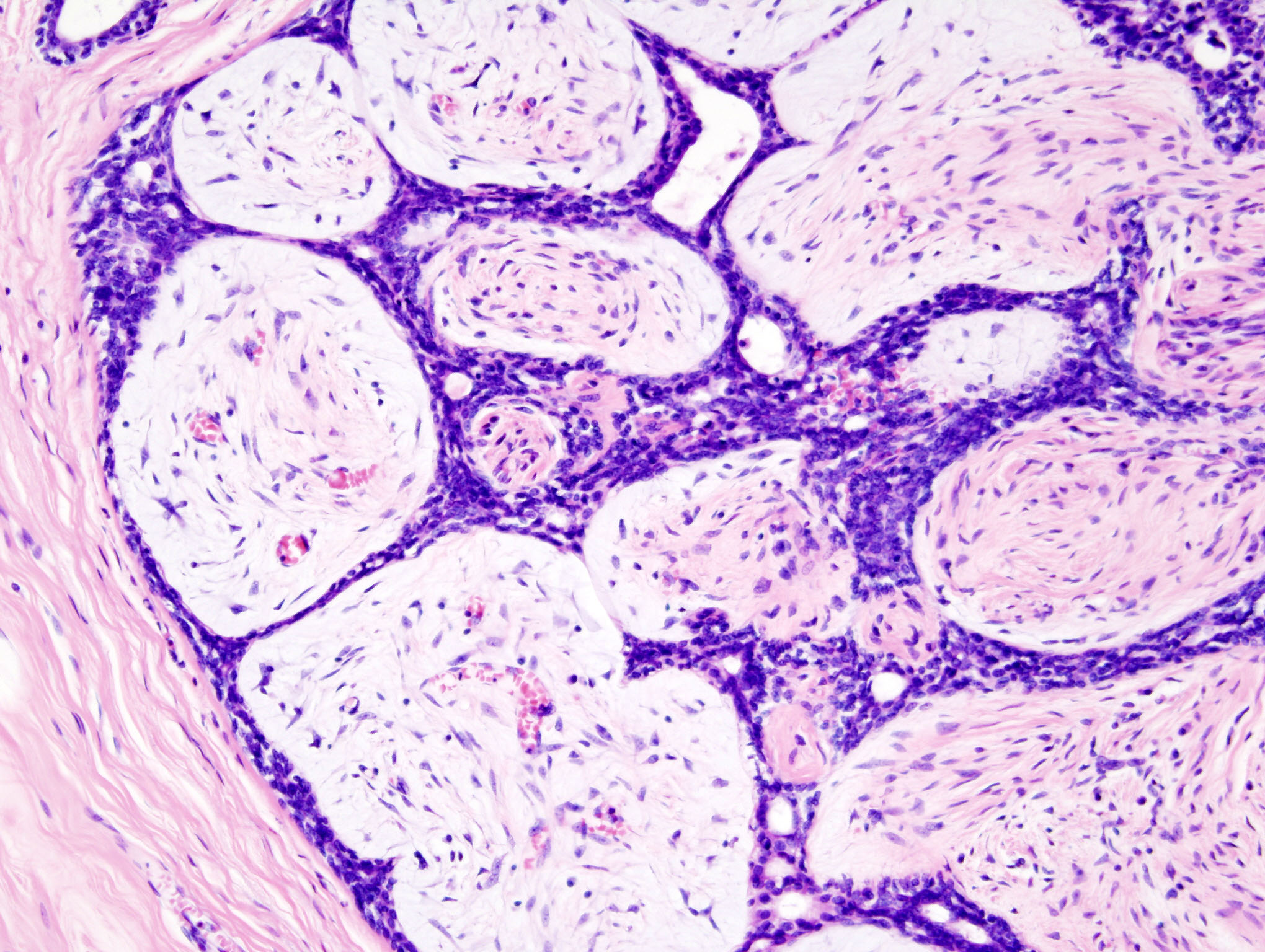
Observació microscòpica d'una biòpsia de mama. Tinció d'HE d'un tall histològic de la biòpsia obtinguda (a diferent augment respecte a l'altra imatge). La massa central presenta canvis tant en la conformació dels epitelis (engruiximent de l'epiteli i no diferenciació de les dues capes) com de la mida dels mateixos que és augmentada. També es detecta presència de cèl·lules a l'interior del nòdul amb uns nuclis allargassats i un aspecte fibrós. Al marge es pot observar un nòdul no afectat per fer-ne la comparació.

### Biòpsia excisional o tumorectomia
És l'extirpació completa d'un òrgan o un tumor, generalment sense marges, que es realitza normalment en sala d'operacions sota anestèsia general o local i amb cirurgia major o menor respectivament. La biòpsia excisional es realitza, per exemple, en:
1. L'extirpació d'una adenopatia aïllada.
2. En els tumors de mama petits: si és un tumor benigne, la mateixa biòpsia és terapèutica, però si és maligne, tornar a reintervenir, ampliar marges i realitzar una limfadenectomia o buidament axil·lar homolateral.
3. En les lesions cutànies sospitoses, sobretot melàniques: si són benignes, no es realitza més tractament quirúrgic i si és maligna com un melanoma, cal ampliar marges i realitzar la prova del gangli sentinella.
4. La melsa no es pot biopsiar, en cas de limfoma, prenent una mostra pel risc de l'hemorràgia pel que s'extirpa completament (esplenectomia).
5. Biòpsia intraoperatòria: s'obté durant una laparatomia exploradora per exemple en un càncer d'ovari.

Cada vegada es realitza amb menys freqüència, pel fet que existeixen altres biòpsies menys agressives.

### Biòpsia incisional
És la biòpsia en la qual es talla o s'extirpa quirúrgicament només un tros de teixit, massa o tumor. Aquest tipus de biòpsia s'utilitza més sovint en els tumors de teixits tous com el múscul, cervell, fetge, pulmó, per a distingir patologia benigna de la maligna, perquè aquests òrgans no es poden extirpar, o perquè la lesió és molt gran o difusa.

### Biòpsia estereotàxica
Són un conjunt de biòpsies obtingudes i guiades per proves d'imatge que indiquen les coordenades de l'espai on es troba la lesió, com per exemple lesions de mama no palpables que es marquen amb arpón en una mamografia, o amb ABBI (Advanced Breast Biopsy Instrumentation).

### Biòpsia endoscòpica

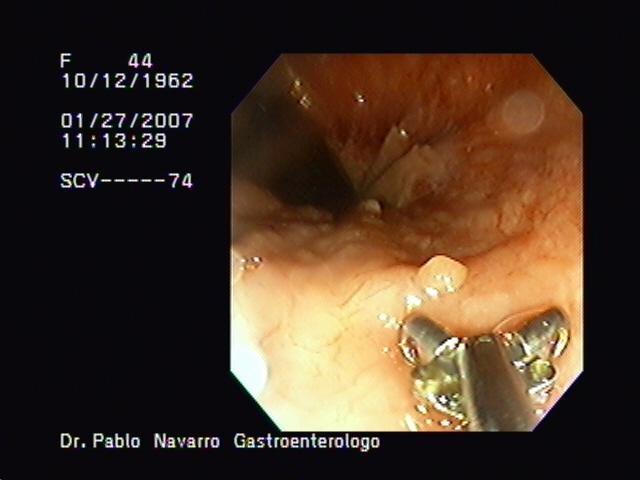
Biòpsia endoscòpica de pòlip en còlon.

És la biòpsia obtinguda per mitjà d'un endoscopi que s'insereix per un orifici natural o per una petita incisió quirúrgica. L'endoscopi conté un sistema de llum i de visualització per a observar les lesions d'òrgans buits o cavitats corporals juntament amb pinces que discorren al llarg del tub de l'endoscopi i que poden extirpar petits fragments de la superfície interna de l'òrgan o cavitat.
- La biòpsia obtinguda en una colonoscòpia sol ser el mètode diagnòstic més freqüent en el càncer colorectal.
- La biòpsia d'una esofagoscòpia o gastroscòpia pot diagnosticar un càncer d'esòfag o d'estómac.

### Biòpsia colposcòpica
És la biòpsia en la qual s'obté teixit de la vagina o del coll de l'úter i que realitzen els ginecòlegs davant un test de Papanicolau positiu, per a descartar un càncer de cèrvix o de vagina, mitjançant un colposcopi.

### Punció-aspiració amb agulla fina (PAAF)
És la biòpsia obtinguda mitjançant la punció amb una agulla d'escàs calibre connectada a una xeringa i la realització d'una aspiració enèrgica. S'obté generalment cèl·lules aïllades que s'estenen sobre una làmina. Més que una biòpsia és una citologia. La PAAF sol utilitzar-se per a obtenir mostres d'òrgans profunds com el pàncrees i el pulmó, guiades per TAC o ecografia. L'inconvenient de la citologia és que no és un diagnòstic de certesa.

### Biòpsia amb llevabocins
També s'anomena punch. És la biòpsia de pell que es realitza amb una fulla cilíndrica buida que obté un cilindre de 2 a 4 mil·límetres, sota anestèsia local i un punt de sutura.

### Biòpsia de medul·la òssia

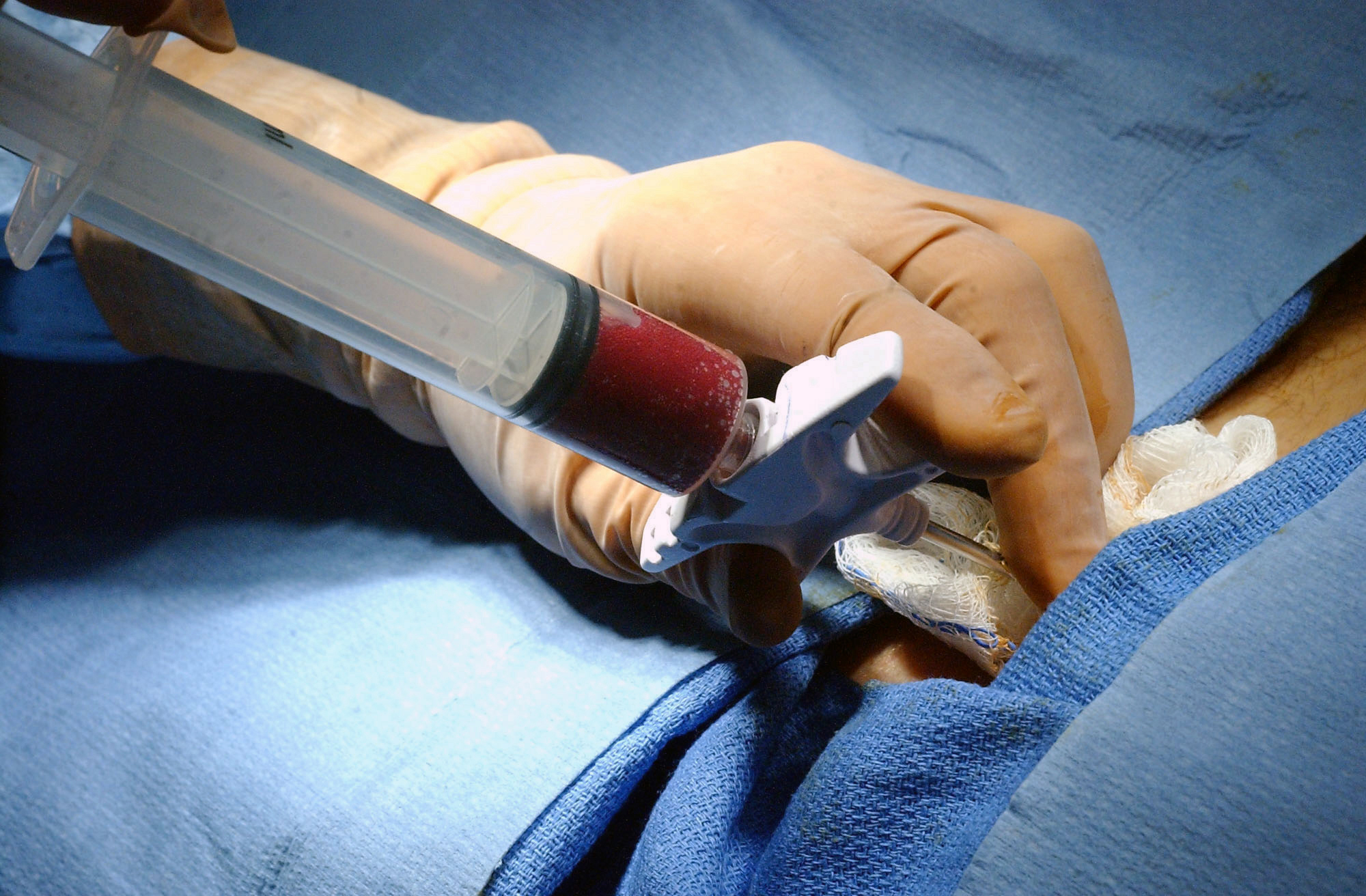
Biòpsia de medul·la òssia.

És la biòpsia que practiquen els hematòlegs (també patòlegs i internistes) procedent de la cresta ilíaca posterosuperior de la pelvis, del sacre o de l'estern per a obtenir medul·la òssia i diagnosticar l'origen de determinats trastorns (sanguinis principalment). S'ha d'insensibilitzar la pell i el periosti amb anestèsic local. A continuació, s'introdueix en l'espai medul·lar una agulla rígida de major calibre, es fixa una xeringa a l'agulla i s'aspira. Les cèl·lules de la medul·la òssia són absorbides a l'interior de la xeringa. En el contingut de la xeringa, apareix sang amb fragments petits de greix surant en el seu entorn. Després de l'aspiració es realitza una biòpsia per a extreure teixit ossi amb una agulla buida.

### Biòpsia per punció amb agulla gruixuda
També s'anomena core biòpsia o tru-cut que es realitza mitjançant l'obtenció de biòpsia amb pistoles automàtiques, que redueix les molèsties en el pacient. Una vegada que es col·loca l'agulla en posició de predispar, guiada per palpació o prova d'imatge, es pressiona el disparador i la part interior de l'agulla, que és la qual succiona el teixit, es projecta travessant la lesió i sortint d'ella amb la mostra molt ràpidament. Requereix anestèsia local.
- La biòpsia per punció amb agulla buida guiada per ecografia transrectal és el mètode més important per a diagnosticar un càncer de pròstata.

## Llocs de biòpsia
- Os
- Medul·la òssia
- Mama
- Tracte gastrointestinal: mitjançant endoscòpia.
- Pulmó
- Fetge
- Pròstata
- Sistema nerviós: cerebral
- Sistema urogenital: renal, d'endometri
- Altres: pell